# 이상진 (1949년)
이상진(李相鎭, 1949년 3월 9일 ~ )은 대한민국의 제7·8대 경상북도 문경시의원이었다.

## 학력
- 농암국민학교 졸업
- 문경중학교 졸업
- 대구농림고등학교 졸업
- 건국대학교 졸업
- 한국방송통신대학교 졸업
- 문경대학교 졸업

### 비학위 수료
- 영남대학교 환경대학원 석사 졸업

## 경력
- 문경시 농업기술센터 소장
- 농촌진흥청IPM지도관
- 한나라당 경북도당 부위원장
- 문경중학교 총동창회 부회장
- 경주이씨 문경시 화수회 부회장
- 사회복지사
- 보육교사
- 레크레이션 강사
- 농업전문지도사
- 초록우산 어린이재단 문경지회장
- 자유한국당 경북도당 부위원장
- 2014.07 ~ 2018.06 제7대 경상북도 문경시의회 의원
- 2014.07 ~ 2016.07 제7대 경상북도 문경시의회 전반기 산업건설위원회 위원
- 2016.07 ~ 2018.06 제7대 경상북도 문경시의회 후반기 총무위원회 위원
- 2016.07 ~ 2018.06 제7대 경상북도 문경시의회 후반기 의회운영위원회 위원
- 2018.07 ~ 2018.11 제8대 경상북도 문경시의회 의원
- 2018.07 ~ 2018.11 제8대 경상북도 문경시의회 전반기 의회운영위원회 위원

## 수상
- 문경대상 농업 수상
- 녹조근정훈장 수상

## 사직
2018년 11월 27일 문경시의회 자유한국당 이상진이 고혈압 등 건강상의 이유로 시의회에 사직서를 제출해 보궐선거가 확정되었다.

## 역대 선거 결과
|  | 17.04% |

|  | 27.22% |